# Allodape armatipes
Allodape armatipes là một loài Hymenoptera trong họ Apidae. Loài này được Friese mô tả khoa học năm 1924.